# منابع طبیعی

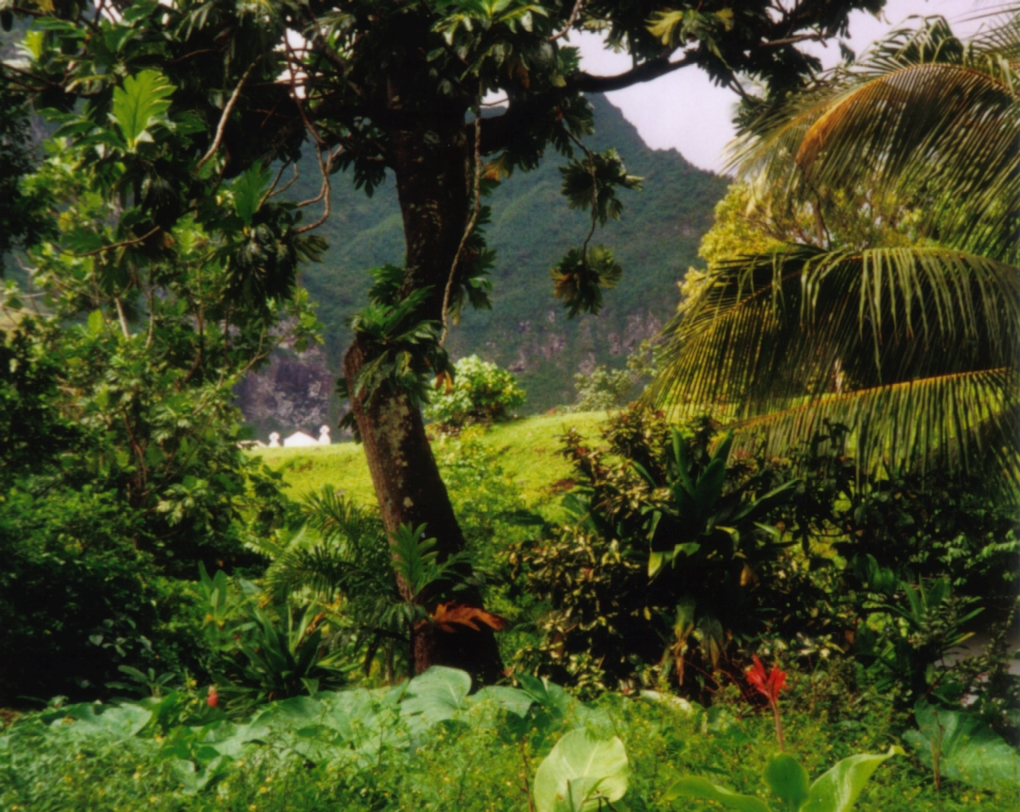
جنگل بارانی در فاتو هیوا، در جزایر مارکیز، نمونه‌ای از یک منبع طبیعی دست نخورده است. جنگل برای انسان‌ها چوب، و برای قبایل و جانوران غذا، آب و سرپناه تأمین می‌کند.

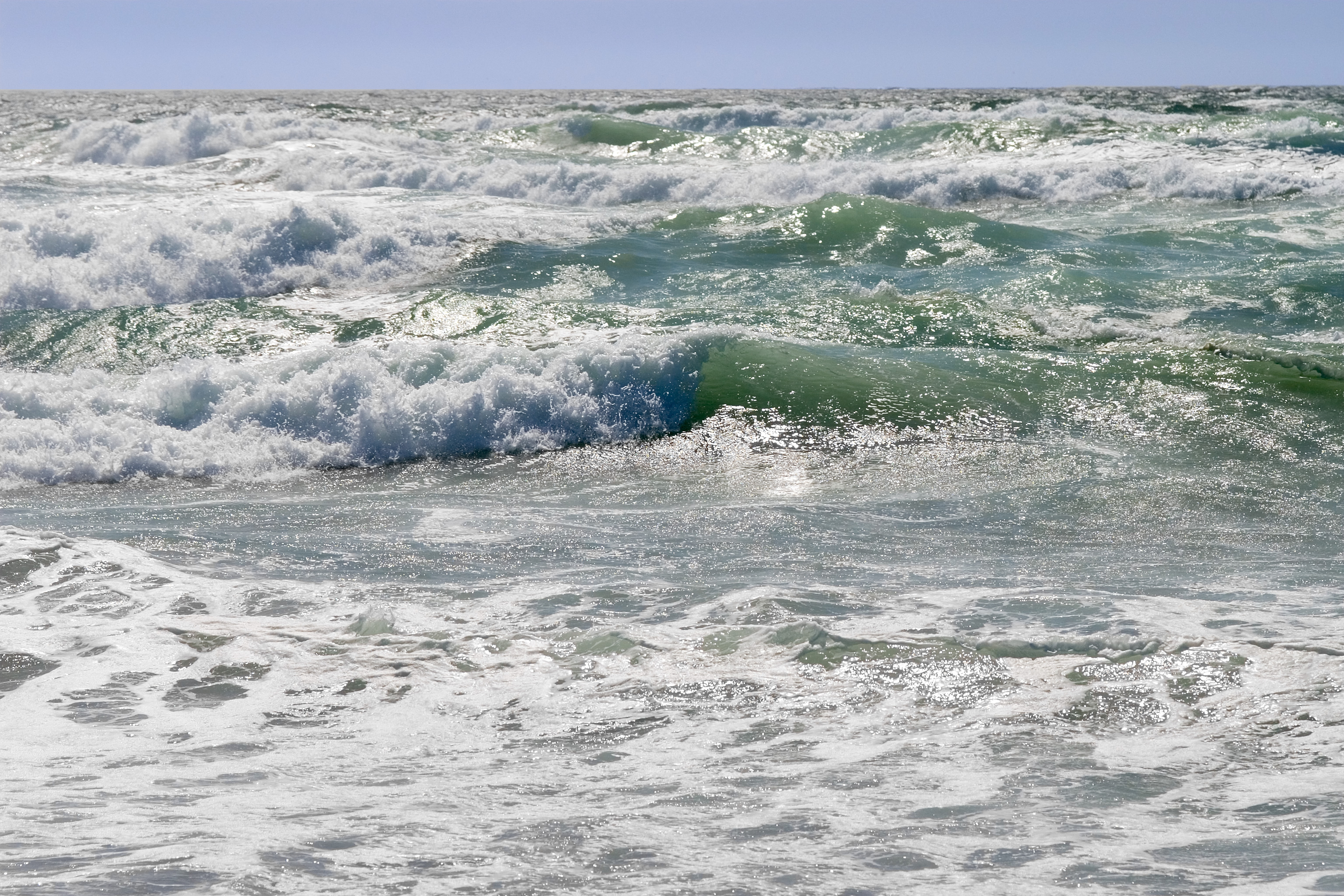
اقیانوس یکی از مهم‌ترین منابع طبیعی کره زمین است. از موج‌های اقیانوس می‌توان برای تولید برق استفاده کرد. انرژی موج دریا یک نوع انرژی تجدیدپذیر است. آب اقیانوس منبع مهمی برای تولید نمک، تولید آب شیرین و محیط زیستی برای آبزیان آب‌های عمیق است.

منابع طبیعی (به انگلیسی: Natural resources) منابعی هستند که بدون فعالیت‌های انسانی موجود هستند. این منابع شامل تمام خواص ارزشمند از قبیل خواص مغناطیسی، گرانشی، الکتریکی، نیروها و… می‌شود. این منابع در کره زمین شامل نور خورشید، اتمسفر، آب، خشکی (شامل همه مواد معدنی) و تمام پوشش گیاهی، محصولات کشاورزی و زندگی جانوری که به صورت طبیعی در آن وجود داشته یا دارد، می‌شود.
می‌توان منابع طبیعی را به روش‌های دیگری طبقه‌بندی کرد. منابع طبیعی مواد و ترکیباتی هستند که می‌توان آنها را در طبیعت یافت. هر محصول ساخت انسان از منابع طبیعی ساخته می‌شود. یک منبع طبیعی می‌تواند به صورت مجزا وجود داشته باشد مانند هوا، آب تازه یا هر نوع ارگانیسم زنده‌ای مانند ماهی، یا در حالت‌هایی وجود داشته باشد که جهت استفاده نیاز به فراوری باشد مانند سنگ‌های معدنی فلزات، فلزات کمیاب زمین، نفت خام و اکثر گونه‌های انرژی.

## دسته‌بندی

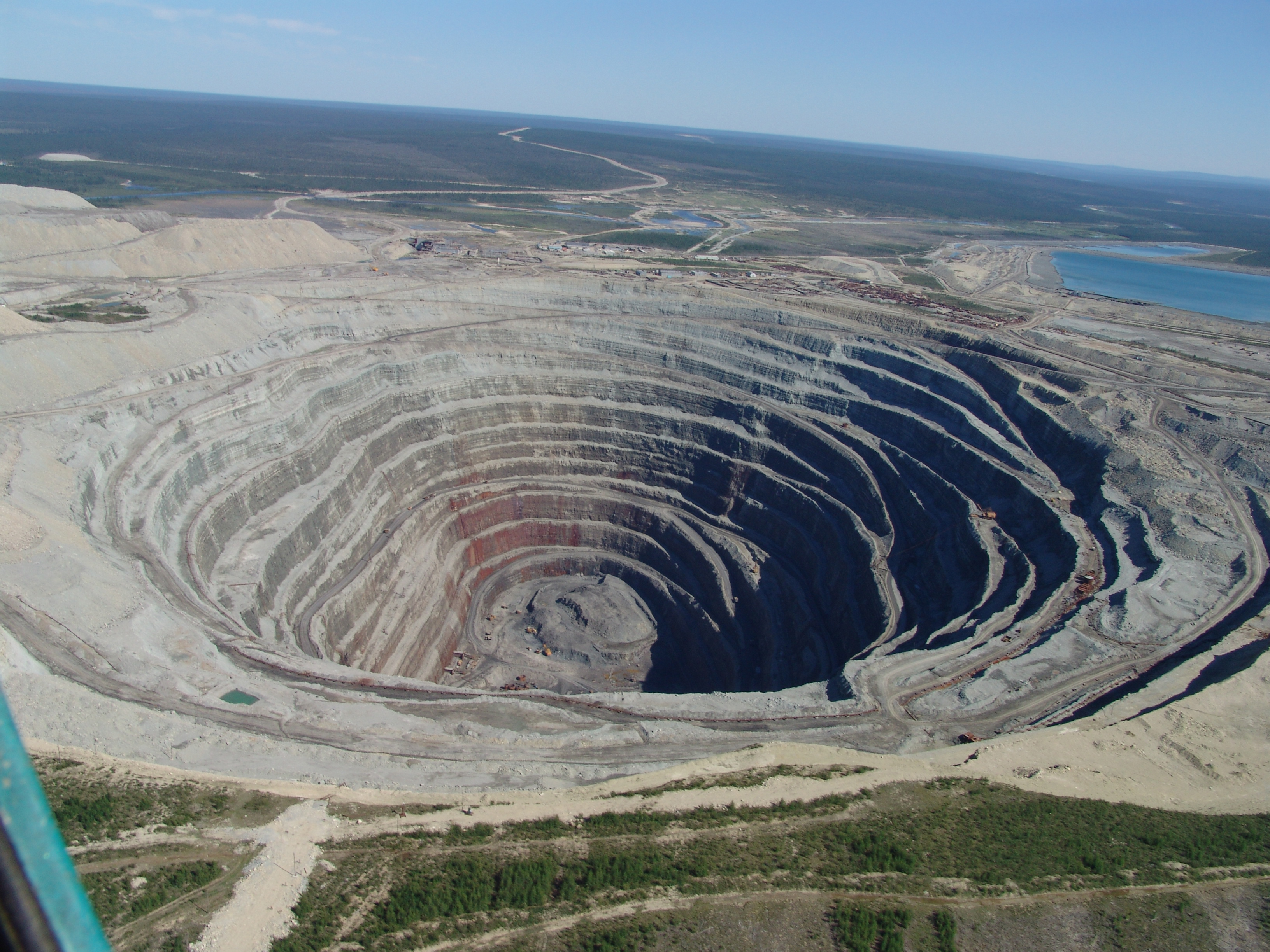
گودال اوداچنایا در سیبری که یک معدن حفره-باز برای بدست آوردن الماس است نمونه ای از منابع طبیعی تجدیدناپذیر است.

راه‌های مختلفی برای طبقه‌بندی منابع طبیعی وجود دارد که شامل: منبع پیدایش، مرحله توسعه و قابلیت تجدیدپذیری آنها می‌شود.
بسیاری از منابع طبیعی را می‌توان به دو دستهٔ زیر تقسیم کرد:
- منابع تجدیدپذیر — منابع تجدیدپذیر منابعی هستند که به صورت طبیعی دوباره پرمی شوند. برخی از این منابع مانند نور خورشید، هوا، باد و آب به صورت پیوسته در دسترس بوده و چندان تحت تأثیر مصرف انسان قرار نمی‌گیرند. با این حال بسیاری از منابع تجدیدپذیر نرخ جایگزینی بالایی نداشته و در صورت استفاده بیش از حد در معرض کاهش قرار می‌گیرند. این منابع نسبت به منابع تجدیدناپذیر با سرعت بالایی جایگزین می‌شوند.
- منابع تجدیدناپذیر — منابع تجدیدناپذیر یا سرعت جایگزینی خیلی کمی داشته یا اینکه به صورت طبیعی در طبیعت شکل نمی‌گیرند. منابع تجدیدناپذیر شامل موادی است که در صورت اتمام، قابل جبران نیستند یا زمان لازم برای تجدیدشان به‌قدری طولانی است که عملاً تجدیدپذیر محسوب نمی‌شوند.

## استخراج
استخراج منابع شامل هر فعالیتی است که منابع را از طبیعت بیرون می‌کشد. میزان این استفاده می‌تواند از مقدارهای برداشت سنتی جوامع قبل از انقلاب صنعتی تا صنعت جهانی باشد. صنایع استخراجی در کنار کشاورزی پایه و اساس بخش اولیه اقتصاد هستند. استخراج، منابع اولیه تولید می‌کند و سپس این منابع اولیه برای افزایش بیشتر ارزش فراوری می‌شوند. شکار، استخراج معدن، حفاری نفت و گاز و جنگل‌داری مثال‌هایی از صنایع استخراجی هستند.
منابع طبیعی می‌توانند ثروت کشورها را به صورت چشمگیری افزایش دهند، با این حال، ورود ناگهانی پول ناشی از رونق منابع می‌تواند مشکلات اجتماعی از جمله تورم به صنایع دیگر («بیماری هلندی») و فساد ایجاد کند، که منجر به نابرابری و عقب ماندگی می‌شود، این مسئله به عنوان «نفرین منابع» شناخته می‌شود.
صنایع استخراجی در کشورهای کمتر توسعه‌یافته یک فعالیت رو به رشد بزرگ است اما ثروت تولید شده معمولاً منجر به توسعه پایدار و رشد فراگیر نمی‌شود. افراد غالباً مشاغل صنعت استخراجی را متهم به افزایش کوتاه-مدت ارزش می‌کنند، چرا که کشورهای کمتر توسعه‌یافته در برابر شرکت‌های قدرتمند آسیب‌پذیر هستند.

## کاهش منابع

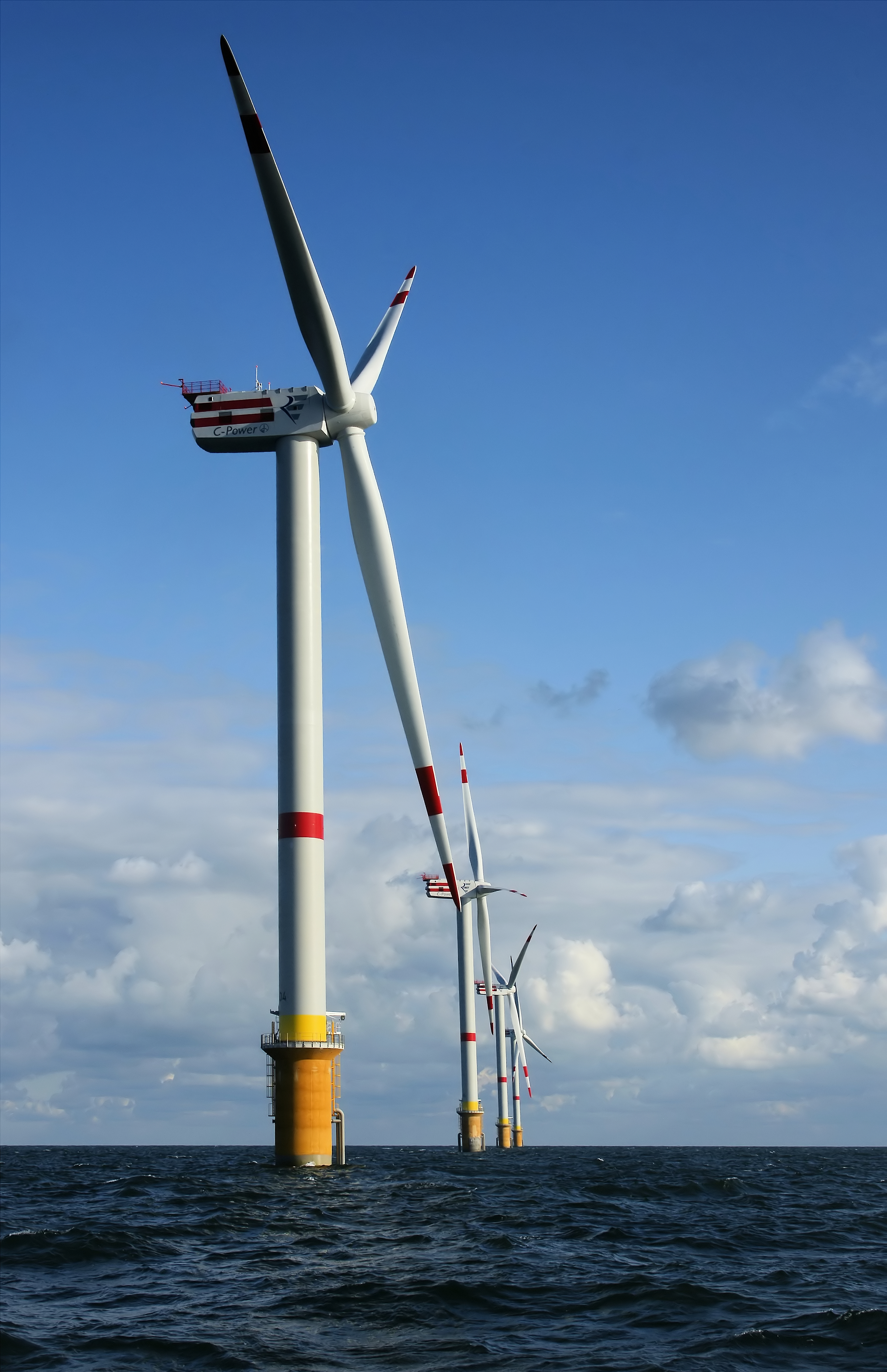
باد یکی از منابع طبیعی است که می‌توان از آن برای تولید برق استفاده کرد. هر کدام از این توربین‌های بادی توان تولید ۵ مگاوات الکتریسیته را دارند.

امروزه منابع طبیعی تجدیدپذیر، نقش مهمی را در ابعاد مختلف زندگی بشر (اقتصادی، اجتماعی، فرهنگی و زیست‌محیطی) ایفا می‌کنند. در اغلب کشورهای در حال توسعه بر اثر تبدیل عرصه، گسترش روزافزون شهرها، توسعهٔ غیراصولی صنعت، رشد فزایندهٔ جمعیت، و فقدان برنامه‌ریزی مناسب برای نگهداری از منابع طبیعی، سطح این عرصه‌ها کاهش یافته و در خطر نابودی قرار گرفته است. آسیب‌های ناشی از این تخریب به شکل‌های گوناگون از قبیل جاری شدن سیلاب‌ها و شسته شدن خاک، پر شدن سریع مخازن سدها از رسوبات آبرفتی، افت سطح آب‌های زیرزمینی، نابودی خاک‌های حاصل‌خیز، تغییرات نامطلوب آب و هوایی، کاهش فراورده‌های جنگلی و مرتعی، برهم خوردن تعادل اکوسیستم، به مخاطره افتادن روند طبیعی محیط زیست و حیات وحش، و گسترش بیابان‌ها و کویرها ظاهر می‌شود.

## حفاظت از منابع
سازمان ملل در سال ۱۹۸۲ منشوری تحت عنوان منشور جهانی طبیعت (World Charter for Nature) منتشر کرد، که نیاز به حفاظت از طبیعت از استهلاک بیشتر ناشی از فعالیت انسان را تشخیص می‌دهد. این منشور اظهار داشت که برای حفاظت از طبیعت باید در تمام سطوح اجتماعی، از بین‌المللی گرفته تا فردی، اقدام‌های لازم انجام شود. این برنامه لزوم استفاده پایدار از منابع طبیعی را تشریح می‌کند و نشان می‌دهد که حمایت از منابع باید در سیستم‌های قانون ملی و بین‌المللی لحاظ شود.
در ایران، وظیفهٔ حفظ و نگهداری و توسعهٔ عوامل منابع طبیعی بر عهدهٔ سازمانی تحت نظارت وزارت جهاد کشاورزی است، که اکنون سازمان جنگل‌ها، مراتع و آبخیزداری کشور نام دارد.

## فهرست کشورها بر اساس منابع طبیعی
| ارزش منابع طبیعی کشورها بر حسب تریلیون دلار آمریکا، ۲۰۱۶ | ارزش منابع طبیعی کشورها بر حسب تریلیون دلار آمریکا، ۲۰۱۶ | ارزش منابع طبیعی کشورها بر حسب تریلیون دلار آمریکا، ۲۰۱۶ |
| کشور                                                     | ارزش                                                     |                                                          |
| -------------------------------------------------------- | -------------------------------------------------------- | -------------------------------------------------------- |
| روسیه                                                    | ۷۵                                                       |                                                          |
| آمریکا                                                   | ۴۵                                                       |                                                          |
| عربستان سعودی                                            | ۳۴٫۴                                                     |                                                          |
| کانادا                                                   | ۳۳٫۲                                                     |                                                          |
| ایران                                                    | ۲۷٫۳                                                     |                                                          |
| چین                                                      | ۲۳                                                       |                                                          |
| برزیل                                                    | ۲۱٫۸                                                     |                                                          |
| استرالیا                                                 | ۱۹٫۹                                                     |                                                          |
| عراق                                                     | ۱۵٫۹                                                     |                                                          |
| ونزوئلا                                                  | ۱۴٫۳                                                     |                                                          |

## مدیریت منابع طبیعی
مدیریت منابع طبیعی رشته‌ای است در مدیریت منابع طبیعی مانند زمین، آب، خاک، گیاهان و حیوانات – با تمرکز ویژه بر چگونگی تأثیر مدیریت بر کیفیت زندگی نسل حاضر و آینده. از این رو، هدف توسعه پایدار استفاده از منابع برای تأمین نسل حاضر و نسل‌های آینده می‌باشد. رشته‌های شیلات، جنگلداری و حیات‌وحش نمونه‌هایی از زیرشاخه‌های بزرگ مدیریت منابع طبیعی هستند.
مدیریت منابع طبیعی شامل تشخیص این است که چه کسی حق استفاده از منابع را دارد و چه کسی حق استفاده از آن را ندارد تا مرزهای منابع تعیین گردد. منابع ممکن است توسط کاربران بر اساس قوانین حاکم محلی مدیریت شوند که چه زمان و به چه مقدار و طریقی می‌توان از منبع استفاده کرد یا اینکه منابع ممکن است توسط یک سازمان دولتی یا سایر مقامات مرکزی مدیریت شوند.